# Tillaea
Tillaea és un gènere de plantes de la família Crassulaceae. Es considera incorporat al gènere Crassula, però està en discussió si són 2 gèneres diferents o no.

## Taxonomia
Tillaea L. va ser descrita l'any 1753 per Carl Linnaeus i publicada a Species Plantarum. 1: 128 (1753), com a gènere diferenciat de Crassula. L'any 1930, Alwin Berger va incloure Tillaea a Crassula.

### Etimologia
Tillaea: nom genèric atorgat en honor del botànic italià M. Tilli.

### Espècies
En la llista d'espècies de Tillaea a 'The Plant List's'enumeren 110 espècies, de les quals només 3 estan acceptades, totes les restants són sinònims d'espècies de Crassula o són noms no resolts.
- Tillaea likiangensis H. Chuang
- Tillaea verticillaris DC.
- Tillaea viridis S. Watson